# Сальванди, Нарсис-Ашиль
Граф Нарсис-Ашиль де Сальванди (фр. Narcisse-Achille de Salvandy, 11 июня 1795, Кондом, Жер — 15 декабря 1856, Граверон, Эр) — французский государственный деятель, историк и публицист.
В 1813—1814 гг. служил волонтером. Написал полуроманы: «Don Alonzo ou l’Espagne» и «Islaor, ou le barde chrétien» (Пар., 1824). Первым сочинением, обратившим на него внимание, была брошюра «Коалиция и Франция», в которой он с либеральной позиции протестовал против иностранной оккупации (1817) . Как историк, он испробовал свои силы на биографии Наполеона (1823). Больше успеха имела его «Histoire de Pologne avant et sous le roi Jean Sobiesky» (Париж, 1830—55).
В 1827 г. был сделан членом Государственного совета, но при Полиньяке оставил эту должность. После революции 1830 г. вступил в палату депутатов, членом которой оставался до 1848 г.; примкнул к доктринерам.
В кабинете Моле в 1837 г. заменил Гизо в должности министра народного просвещения. В 1841 г. отправлен послом в Мадрид, откуда скоро возвратился вследствие ссоры с Эспартеро. В 1843 г. назначен посланником в Турин; в 1845 г. занял место министра народного просвещения в кабинете Гизо.
Автор афоризма «мы танцуем на вулкане», который возник при следующих обстоятельствах: 5 июня 1830 года герцог Орлеанский (с 30 июля 1830 года — французский король Луи Филипп) устроил в своём парижском дворце Пале-Рояль бал в честь короля Обеих Сицилий Франциска I, при этом кто-то устроил в дворцовом саду небольшой пожар, и полиция начала выводить оттуда людей. Бывший на балу граф Сальванди произнёс тогда свои знаменитые слова: «Это вполне неаполитанский праздник... Мы танцуем на вулкане». Эти слова оказались пророческими: через два месяца революция свергла Карла X. Следует отметить, что ещё в 1794 году Робеспьер говорил: «Мы ходим по вулканам».